# 韦耶赛姆
韦耶赛姆（法語：Weyersheim，发音：[vɛjəʁsaim] 或 [vajəʁsaim]）是法国下莱茵省的一个市镇，属于阿格诺-维桑堡区和布吕马特县（Brumath）。该市镇总面积18.89平方公里，2009年时的人口为3350人。

## 人口
韦耶赛姆人口变化图示